# Alfredo Moreira
Pour les articles homonymes, voir Moreira.
Alfredo Moreira, de son nom complet Alfredo Teixeira Moreira, est un footballeur portugais né le 1er novembre 1938 à Setúbal et est décédé le 19 octobre 1977. Il évoluait au poste de défenseur central.

## Biographie

### En club
Formé au Vitória Setúbal, Alfredo Moreira découvre la première division portugaise en 1958,,.
En 1963, il rejoint le Sporting Portugal,,.
Alfredo Moreira joue trois matchs lors de la campagne victorieuse du Sporting en Coupe des coupes en 1964.
Après quatre saisons au Sporting, il retrouve le Vitória Setúbal en 1967,,.
Alfredo Moreira raccroche les crampons à la fin de la saison 1969-1970,,.
Il dispute un total de 131 matchs pour un but marqué en première division portugaise,. Au sein des compétitions européennes, il dispute un match en Coupe des clubs champions, 7 matchs en Coupe des vainqueurs de coupe et 11 matchs en Coupe des villes de foires pour aucun but marqué.

### En équipe nationale
International portugais, il reçoit une unique sélection en équipe du Portugal le 24 juin 1965 en amical contre le Brésil (match nul 0-0 à Porto).

## Palmarès
Sporting
- Coupe des vainqueurs de coupe (1) :
  - Vainqueur : 1963-64